# 單仲偕
單仲偕（英語：Sin Chung-kai，1960年6月15日—），廣東東莞人，生於香港，民主黨中央常務委員會委員兼司庫，太平紳士（被剥夺），前香港葵青區議會主席兼前華麗選區議員、前香港島選區立法會議員。他是香港民主派的一員，有單雞（取與騸雞同音）和IT偕之稱。2021年起定居美國加州洛杉磯。

## 簡歷
單仲偕在新界葵涌葵涌邨徙置區（當時稱為葵涌新區）成長，就讀大窩口天台學校聖公會主恩小學，後升讀聖公會林護紀念中學，大學時就讀香港大學植物學系（1978年至1982年），副修計算機學系，再於香港中文大學工商管理研究院修讀碩士學位（1993年至1996年）。他是香港電腦學會資深會員（FHKCS），曾經任職匯豐銀行資訊科技部副經理，直至2011年離職。

## 從政
1985年在葵涌西選區（當時的選區範圍包括葵涌邨及大窩口邨）以3800多票當選葵青區議會議員，以後四次連任直至2003年，而1994年至1999年期間，他更擔任葵青區議會主席。
1995年香港立法局選舉，單循「新界南」選區晉身立法局。
1997年，中央政府為香港另組臨時立法會，單與其他民主派議員被迫「落車」。
1998年香港立法會選舉及2000年香港立法會選舉，單仲偕改以資訊科技界功能組別，成功當選立法會議員。
2003年，單仲偕放棄爭取連任葵青區議員，讓當時在2000年香港立法會選舉落選的李永達參選。
2004年香港立法會選舉，單成功連任立法會資訊科技界議員。
單仲偕雖是民主黨成員，但他可以自由到中國大陸出席業界會議，而不像其他民主派議員般被沒收回鄉證及禁止入境。
2008年香港立法會選舉，單仲偕不再競逐連任立法會資訊科技界議員。當屆建制派代表譚偉豪擊敗民主派代表莫乃光取得議席。
2008年12月，單仲偕成功當選民主黨副主席，後於2010年再度連任。
2011年香港區議會選舉，單仲偕相隔八年再度參選區議會，出選灣仔區（B05大坑選區）以965票落選。
2011年香港選舉委員會界別分組選舉，單仲偕出選於資訊科技界，以1,462票成功當選。
2012年香港立法會選舉，單仲偕出選香港島選區，並以40,558票成功重返議會。
2014年南區區議會海怡西選區補選，單仲偕代表民主黨出選，以920票在三位候選人中最低票落選。
2016年香港選舉委員會界別分組選舉，單仲偕出選於資訊科技界，以4,806票成功當選。
2019年香港區議會選舉，單仲偕相隔五年再度參選區議會。本身居於華景山莊的單仲偕，選前數月才決定代表民主黨出選區議會，為填補民主派「白區」而在華景山莊所屬的葵青區議會S16華麗選區與時任區議員經民聯成員黃耀聰爭奪議席。結果單仲偕得3469票，以接近500票之差擊敗黃，親手結束同為「葵青七子」的黃耀聰36年的區議員生涯。當屆勝選亦是單仲偕在2003年香港區議會選舉決定不再尋求連任，讓路予2000年失落立法會議席的黨友李永達之後相隔16年後再度出任區議員。
2020年1月7日，單仲偕於沒有其他候選人之下自動當選為新一屆葵青區議會主席，相隔26年後再度出任主席一職；張文龍則當選為葵青區議會副主席。

## 事件

### 十一國慶日遊行案
2020年4月18日，單與黨友蔡耀昌、李柱銘、楊森、和何俊仁，以及多名同屬前任及現任立法會議員和多名泛民主派人士，包括區諾軒、梁國雄、李卓人、吳靄儀、何秀蘭和梁耀忠、商人黎智英、民間副召集人陳皓桓、社民連的吳文遠和黃浩銘共15人，被警方以參加於2019年8月18日、10月1日及20日的未經批准集會為由，以非法集結為名於同日作出拘捕。5月18日下午，案件被告於西九龍裁判法院提堂，分三案處理，暫毋須答辯，控方申請押後案件四周至6月1 日再訊，以便控方準備文件將案件轉介至區域法院處理，期間各被告獲准各以1,000元保釋候訊。
2021年5月17日，單仲偕承認一項組織未經批准集結罪，於5月28日被判囚14個月，緩刑兩年。由於被判因超過3個月同時喪失區議員及區議會主席資格。

## 榮譽
單仲偕曾獲香港政府授予以下榮譽：
1. 太平紳士（JP）：2004年
2. 銀紫荊星章（SBS）：2007年

由於單仲偕曾於「十一集結案」被判囚，政府於2022年6月10日刊憲撤銷其勳銜及太平紳士身分。

## 家庭
單已婚，妻子陳英儀，育有兩子，長子單子曦，次子單子灝。

## 外部連結
- 單仲偕個人網頁

| 議會席位      | 議會席位                                               | 議會席位             |
| ------------- | ------------------------------------------------------ | -------------------- |
| 前任： 梁廣昌 | 葵青區議會主席 1994年 - 1999年                         | 繼任： 周奕希        |
| 前任： 羅競成 | 葵青區議會主席 2020年 - 2021年5月27日                  | 繼任： 梁錦威        |
| 前任： 黃耀聰 | 葵青區議會 華麗選區區議員 2020年1月1日 - 2021年5月27日 | 繼任： 懸空          |
| 首任          | 葵青區議會 荔華選區區議員 1994年 - 2003年              | 繼任： 李永達        |
| 前任： 倪友基 | 葵青區議會 葵涌西選區區議員 1985年 - 1994年            | 繼任： 吳劍昇        |
| 政黨職務      |                                                        |                      |
| 前任： 袁海文 | 民主黨司庫 2018年 -                                    | 現任                 |
| 前任： 陳竟明 | 民主黨副主席 2006年 - 2012年                           | 繼任： 蔡耀昌 羅健熙 |